# James LaBrie

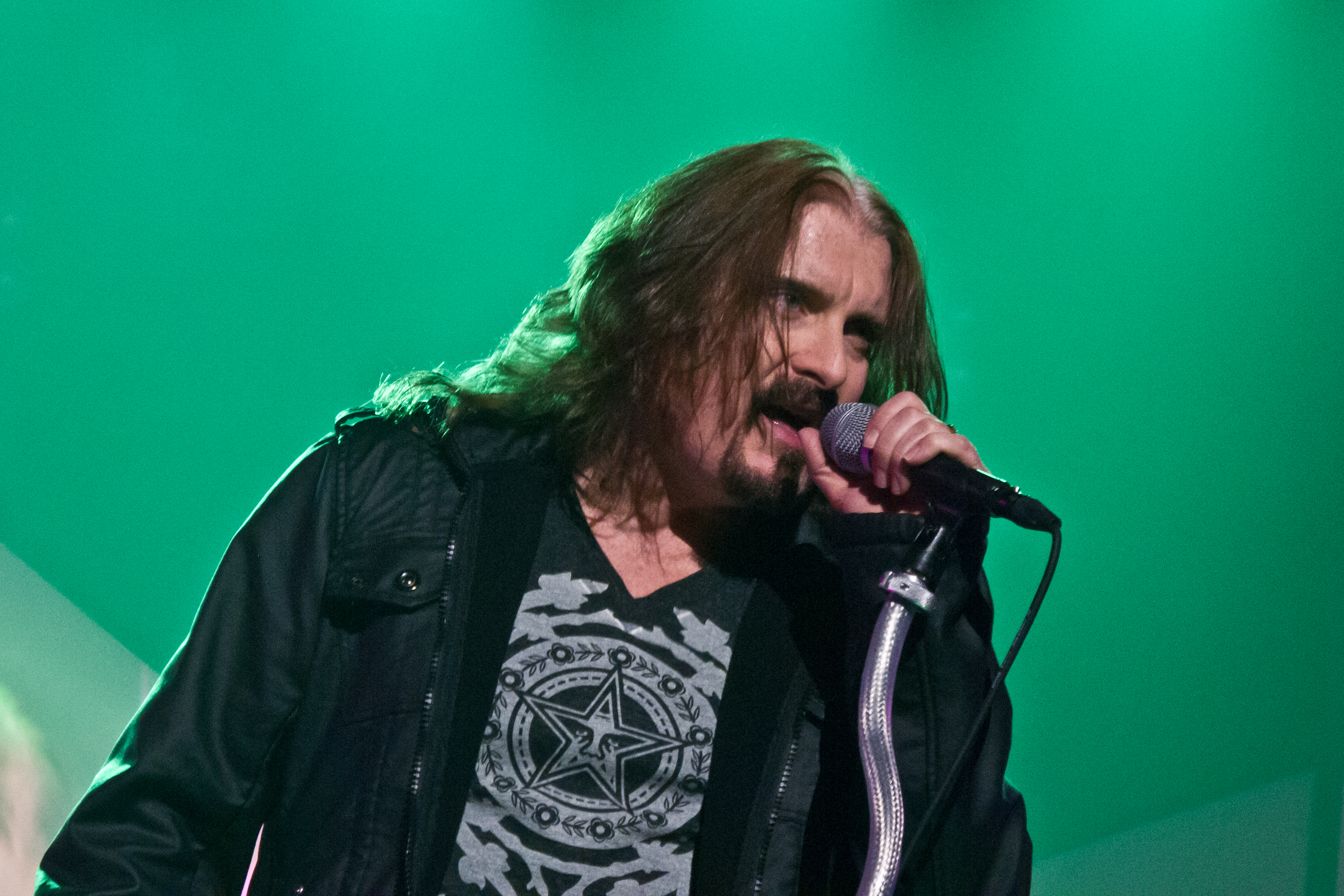
James LaBrie

Kevin James LaBrie (Penetanguishene (Ontario)), 5 mei 1963) is een Canadese zanger.
Hij is vooral bekend van de progressieve metalband Dream Theater. Daarnaast brengt hij onder zijn eigen naam cd's uit en werkt hij mee aan albums van andere artiesten.

## Biografie

### Persoonlijk
LaBrie is geboren in Penetanguishene, Ontario in Canada en begon met zingen en het bespelen van drums op vijfjarige leeftijd. In zijn tienerjaren zat hij in meerdere bands als zanger en/of drummer. In 1981, op achttienjarige leeftijd, verhuisde hij naar Toronto om zijn muzikale carrière te vervolgen. LaBrie trouwde met Karen en kreeg een dochter genaamd Chloe en een zoon genaamd Chance.

### Muziekcarrière

#### Winter Rose

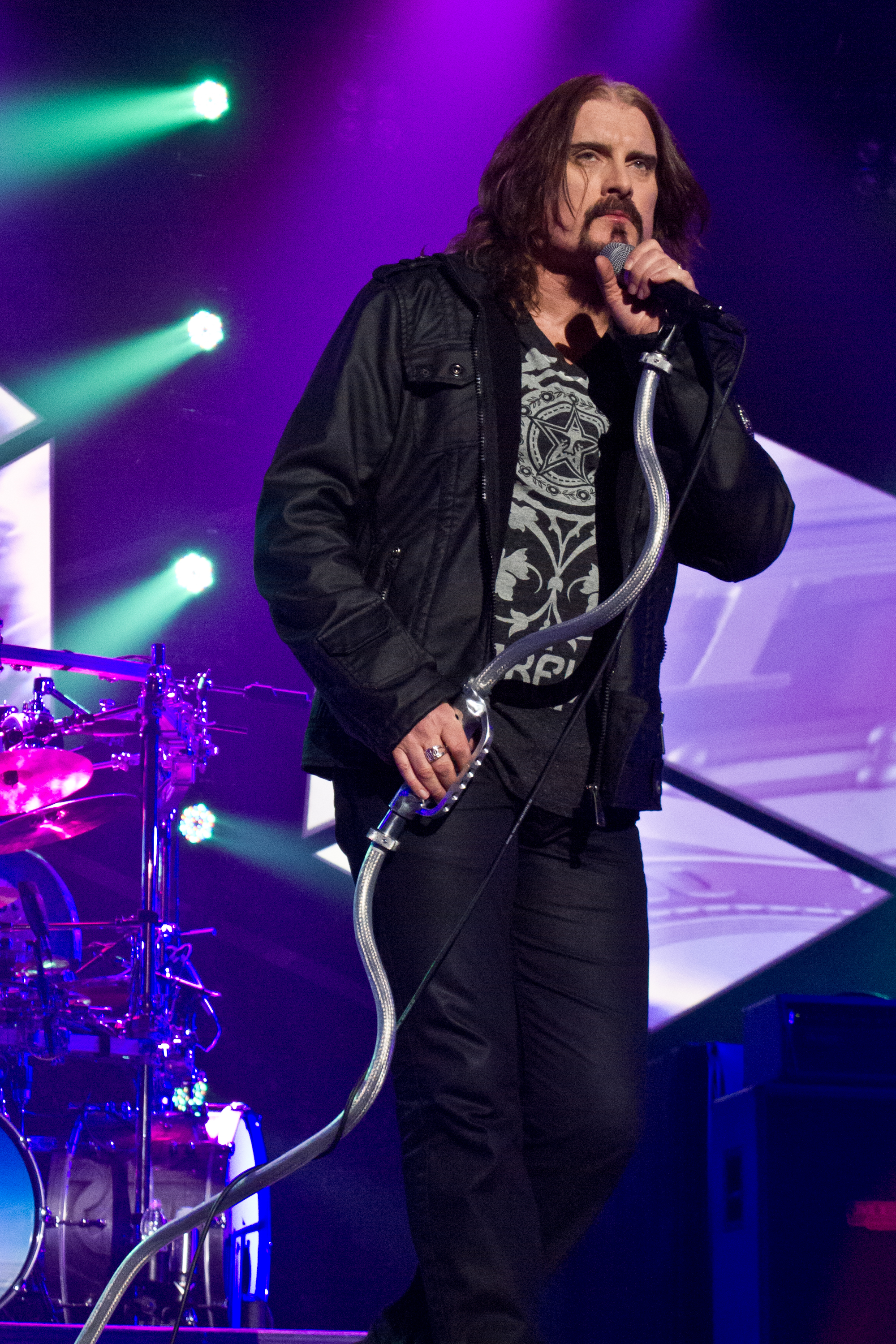
LaBrie (2012)

Gedurende zijn tienerjaren zat LaBrie in verschillende bands, waaronder Coney Hatch, totdat hij zanger werd van de glam metalband Winter Rose. Die band bracht in 1987 een album uit met als titel Winter Rose.

#### Dream Theater
In 1991 kwam LaBrie ter ore dat de progressieve metalband Dream Theater een nieuwe zanger zocht. Nadat hij een demotape had opgestuurd werd hij uitgenodigd en overgevlogen naar New York voor een auditie waar hij werd uitgekozen voor 200 andere mededingers. Aangezien de band al 2 Johns (Myung en Petrucci) in de gelederen had zag de band het niet zitten om naast toetsenist Kevin Moore nog een Kevin in de band te hebben. LaBrie adopteerde daarop zijn tweede voornaam als artiestennaam. LaBrie had sinds die tijd veel invloed op de zangmelodieën op albums van Dream Theater, maar weinig invloed op de orkestratie. LaBrie is alleen niet te horen op het debuutalbum van Dream Theater. Van de elf albums waar hij wel op te horen is, heeft hij op acht albums de tekst geschreven voor minimaal één nummer (niet op Images And Words en Black Clouds & Silver Linings en Dream Theater).

#### Andere projecten
Gedurende zijn carrière bij Dream Theater heeft hij ook bijgedragen aan opnames van andere artiesten of meegewerkt aan tribute-projecten. Zo heeft hij meegewerkt aan veel albums van Trent Gardner (waaronder Leonardo: The Absolute Man) maar ook gastoptredens verzorgd bij bands als Fates Warning, Ayreon, Shadow Gallery, Tim Donohue en Frameshift. Ook zong hij een hoofdrol op The Human Equation van het Nederlandse project Ayreon.
Met Matt Guillory and Mike Mangini heeft LaBrie twee soloalbums uitgebracht onder de bandnaam MullMuzzler. Vanaf zijn derde soloalbum, Elements of Persuasion, werden de albums uitgebracht onder zijn eigen naam.
Sinds 2004 werkt LaBrie ook mee aan het True Symphonic Rockestra-project. Hiervan is een album onder de titel Concerto In True Minor - 3 Rock Tenors uitgebracht.

### Voedselvergiftiging
Op vakantie in Cuba, in 1994, werd LaBrie getroffen door een ernstige voedselvergiftiging. Op 29 december moest hij zo erg overgeven dat hij zijn stembanden scheurde. Drie KNO-artsen verklaarden dat de enige remedie rust was. Binnen 2 weken trad hij echter alweer op, tegen het advies van de dokters in, op 12 januari 1995 tijdens de Awake-tour in Japan waarbij zijn stem verre van normaal klonk. Naar eigen zeggen voelde zijn stem pas weer normaal tegen het einde van 1997. Deze tijd heeft hij als zeer zwaar ervaren en hij raakte hierdoor ook depressief. Hij wilde zelfs de band verlaten maar de andere leden verzochten hem te blijven. Na de tournee volgend op Six Degrees Of Inner Turbulence (2002/2003) was zijn stem pas volledig hersteld. Hij verklaarde dat tijd, rust en stemoefeningen het gewenste resultaat hebben gebracht.

### Invloeden
Muzikaal is LaBrie door verschillende genres geïnspireerd, waaronder artiesten als Johann Sebastian Bach, Metallica, Ludwig van Beethoven, Nat King Cole, Queen en Muse. Van deze laatste is volgens LaBrie veel te horen op het album Octavarium.

### Religie
In verschillende oudere interviews heeft LaBrie gezegd dat hij Christelijk is en actief het geloof belijdt. In meer recente interviews, en uit teksten zoals van Undecided op Elements of Persuasion, duiden meer op een spiritueel en deïstisch perspectief, onafhankelijk van een georganiseerde religie.

## Discografie

### Albums
| Album met eventuele hitnotering(en) in de Nederlandse Album Top 100 | Datum van verschijnen | Datum van binnenkomst | Hoogste positie | Aantal weken | Opmerkingen |
| ------------------------------------------------------------------- | --------------------- | --------------------- | --------------- | ------------ | ----------- |
| Elements of persuasion                                              | 29-03-2005            | -                     |                 |              |             |
| Static impulse                                                      | 24-09-2010            | 02-10-2010            | 96              | 1            |             |
| Impermanent Resonance                                               | 31-07-2013            | -                     |                 |              |             |

### MetDream Theater
- Images And Words (1992)
- Live at the Marquee (1993)
- Awake (1994)
- A Change Of Seasons (1995)
- Falling Into Infinity (1997)
- Once In A LIVEtime (1998)
- Metropolis, Pt. 2: Scenes From A Memory (1999)
- Live Scenes From New York (2001)
- Six Degrees Of Inner Turbulence (2002)
- Train Of Thought (2003)
- Live At Budokan (2004)
- Octavarium (2005)
- Score, 20th anniversary world tour (2006)
- Systematic Chaos (2007)
- Dream Theater Greatest Hit (...& 21 Other Pretty Cool Songs) (2008)
- Chaos in Motion 2007-2008 (2008)
- Black Clouds & Silver Linings (2009)
- A Dramatic Turn of Events (2011)
- Dream Theater (2013)
- Live at Luna Park (2013)
- Breaking the Fourth Wall (2014)
- The Astonishing (2016)
- Distance over Time (2019)
- Distant Memories - Live in London (2020)
- A View from the Top of the World (2021)

### MetMullMuzzler
- Keep It to Yourself (1999)
- MullMuzzler 2 (2001)

### Als gast
- Shadow Gallery - Tyranny (1998)
- Explorer's Club - Age of Impact (1998)
- Trent Gardner - Leonardo: The Absolute Man (2001)
- Explorer's Club - Raising The Mammoth (2002)
- Frameshift - Unweaving the Rainbow (2003)
- Tim Donahue - Madmen & Sinners (2004)
- Ayreon - The Human Equation (2004)
- Henning Pauly - Babysteps (2006)
- True Symphonic Rockestra - Concerto in True Minor (2008)
- Ayreon - The Theater Equation (2016)
- Ayreon - The source (2017)

### Andere
- Winter Rose - Winter Rose (1987)

- Bibliothèque nationale de France: cb14625001q (data)
- Gemeinsame Normdatei: 1047223953
- International Standard Name Identifier: 0000 0000 7844 9386
- Library of Congress Control Number: no2002114864
- MusicBrainz: cc7d3375-dabd-4091-8884-4638069f5909
- Nationale Bibliotheek van Tsjechië: ola2002152012
- Virtual International Authority File: 76570405
- WorldCat: E39PBJpYBFfRdYd7tJcjFtgR8C